# Colonia (музичка група)
Colonia (транскр.  Колонија) је назив популарне хрватске музичке групе из Винковаца. Настала је као плод сарадње Бориса и Томислава, радијских водитеља и продуцената, и Ире, која им је певала вокале при снимању реклама и џинглова. Име Colonia потиче од римског назива за Винковце, у којима су одрасли Борис и Томислав.
За денс музику су се определили зато што обојица раде као ди-џејеви по клубовима, Први албум су продали у 36 хиљада примерака, други у 42, а већ трећи је премашио 60 хиљада примерака.

## Историја

### 1993—1997: Почеци иВатра и лед
Крајем 1993, Борис Ђурђевић је почео да ради ВФМ радију као ди-џеј и продуцент. Ускоро упознаје Томислава Јелића (познатијег као Ди-џеј Камени). Ђурђевић и Јелић касније ће основати групу Colonia 1996. године. Име групе потиче од римског назива за град Винковце, где су Борис и Томислав одрастали, које је било Colonia Aurelia Cibalae.

## Чланови групе

### Садашњи чланови
- Борис Ђурђевић — продуцент, текстописац, аранжман, пратећи вокали (1996—данас)
- Ивана Ловрић — главни вокал (2017—данас)

### Бивши чланови
- Томислав Јелић — ди-џеј, „лоџистикс”, менаџмент (1996—2014)
- Индира Левак — главни вокал (1996—2017)

## Дискографија

### Албуми
- „Ватра и лед“, (Црно Бијели Свијет, 1997)
- „Ритам љубави“, (Црно Бијели Свијет, 1999)
- „Јача него икад“, (Црно Бијели Свијет, 2000)
- „Милијун миља од нигдје“, (Croatia Records, 2002)
- „Изгубљени свијет“, (Croatia Records, 2004)
- „Долази олуја“, (Croatia Records, 2005)
- „Најбоље од свега“, (Menart, 2006)
- „До краја“, (Menart, 2007)
- „Под сретном звијездом“, (Menart, 2008)
- „X“ (2010)
- „Тврђава“ (Menart, 2013)
- „Феникс“ (Menart, 2015)
- „Нова ера“ (Croatia Records, 2018)

### Компилације и друга издања
- „“, (2001)
- „“, (2005)
- „“, (2009)
- „“, (2010)
- „“, (2019)

### Фестивали
- 1998. Дора, Опатија - У ритму љубави, четврто место
- 1998. Мелодије хрватског Јадрана, Сплит - Lady Blue, Сребрни галеб друга награда стручног жирија
- 1999. Мелодије хрватског Јадрана, Сплит - Љубав не станује ту
- 2000. Мелодије хрватског Јадрана, Сплит - Deja vu, награда за најбољи сценски наступ
- 2001. Хрватски радијски фестивал - За твоје снене очи
- 2002. Хрватски радијски фестивал - Одузимаш ми дах
- 2003. Хрватски радијски фестивал - C'est la vie
- 2005. Хрватски радијски фестивал - Нема наде
- 2008. CMC фестивал, Водице - Мирно море (Ревијално вече фестивала)
- 2010. CMC фестивал, Водице - Странац
- 2011. CMC фестивал, Водице - Недодирљива
- 2012. CMC фестивал, Водице - Тако ти је мали мој
- 2013. CMC фестивал - Хладна соба
- 2014. Загреб - Тврђава
- 2015. Загреб - Црвени руж
- 2015. Сплит - Pameti bay, bay
- 2015. CMC фестивал, Водице - Трагови
- 2019. CMC фестивал, Водице - Bésame
- 2020. Дора, Опатија - Зидина, осмо место
- 2020. CMC фестивал, Водице - Доза
- 2021. Загреб - Манијак
- 2021. CMC фестивал, Водице - Сама
- 2023. Сплит - Kiss me (Вече Ненада Виловића), 2023